# Estação Oporto

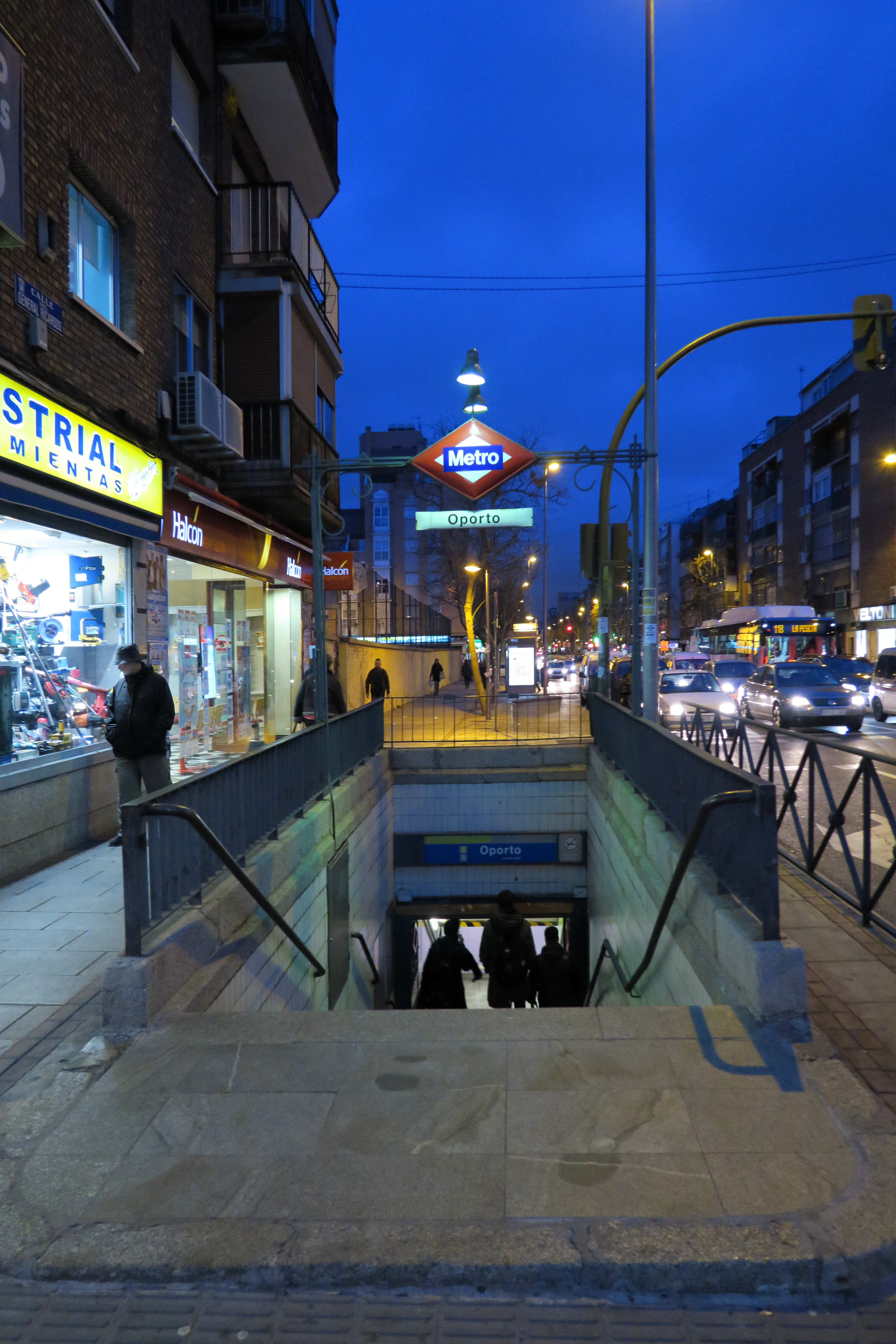
Escadaria de acesso à Estação.

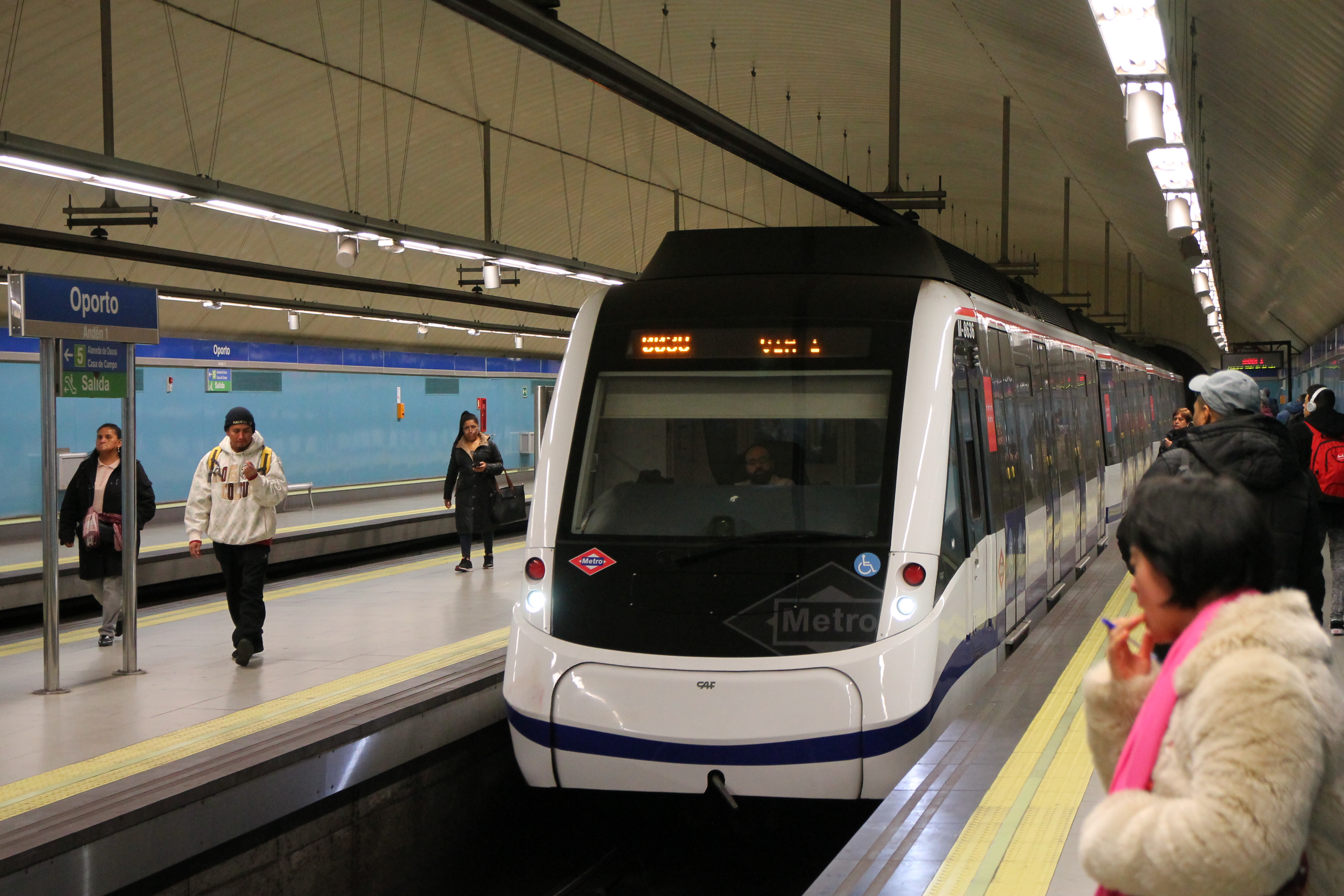
Plataforma de embarque.

Oporto é uma estação da Linha 5 e Linha 6 do Metro de Madrid.

## História
A estação da Linha 5 foi aberta ao público em 5 de junho de 1968 com a primeira seção da Linha 5 entre as estações Callao e Carabanchel.
Em 7 de maio de 1981, a estação da Linha 6 foi aberta como estação terminal dessa linha até 1 de junho de 1983, quando a Linha 6 foi estendida até a estação de Laguna.